# Олд Рипли (Илиноис)
Олд Рипли (енгл. Old Ripley) град је у америчкој савезној држави Илиноис.

## Демографија
По попису из 2010. године број становника је 108, што је 19 (-15,0%) становника мање него 2000. године.
| Група             | 2000.       | 2010.       |
| Белци             | 126 (99,2%) | 103 (95,4%) |
| Афроамериканци    | 1 (0,8%)    | 0 (0,0%)    |
| Азијати           | 0 (0,0%)    | 0 (0,0%)    |
| Хиспаноамериканци | 0 (0,0%)    | 4 (3,7%)    |
| Укупно            | 127         | 108         |